# Roger Chapman (golfer)

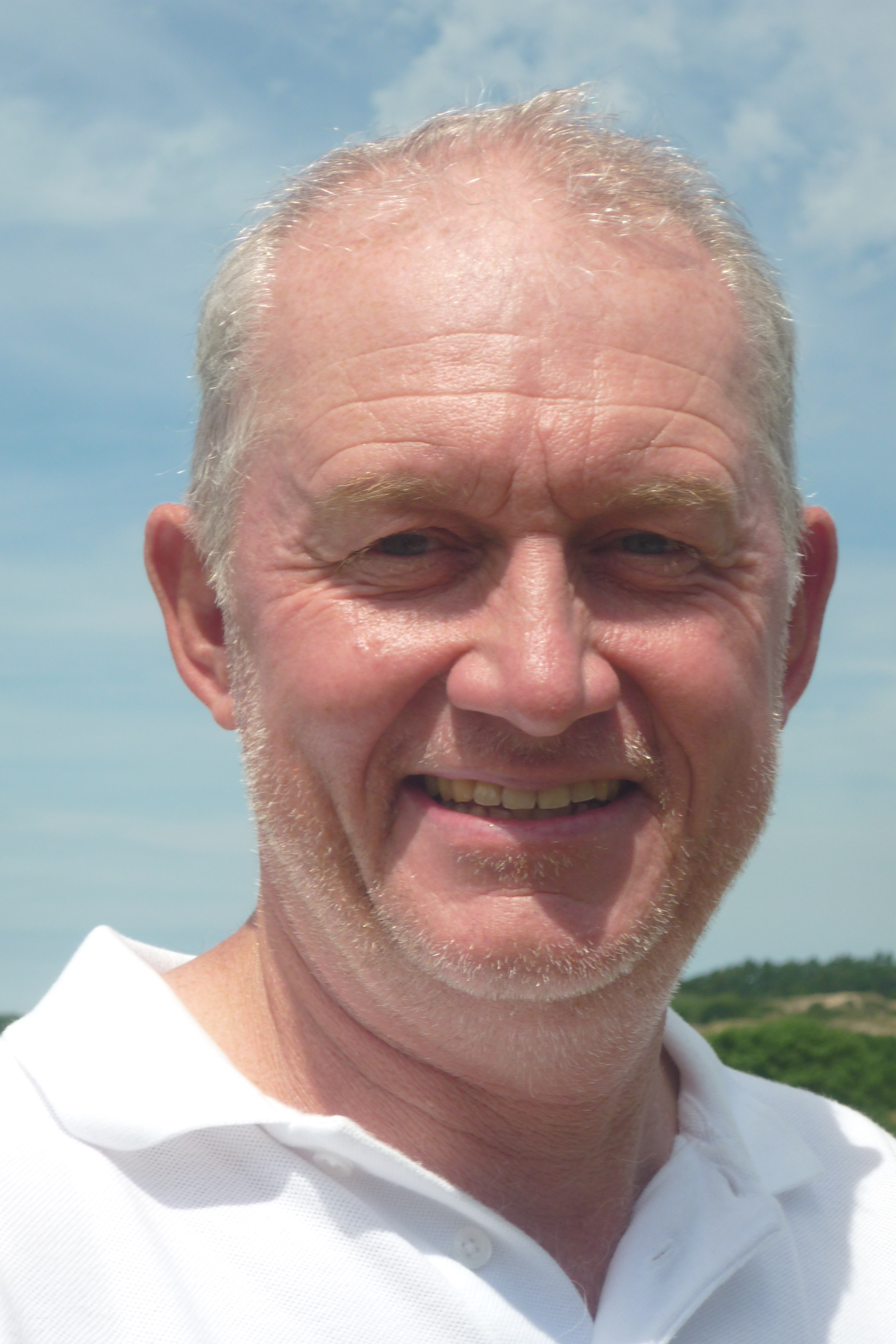
Dutch Senior Open 2010.

Roger Chapman (Nakuru, 1 mei 1950) is een Engelse professioneel golfer. Hij werd in Kenia geboren, maar heeft de Britse nationaliteit.

## Amateur

### Gewonnen
- 1979: Engels Amateur
- 1981: Lake Macquarie Amateur Kampioenschap, Lytham Trophy

### Teams
- Walker Cup: 1981

## Professional
Na de Walker Cup werd Chapman professional en won de Tourschool. Van 1982 - 2002 stond hij altijd in de top-100 van de Order of Merit en verloor dus nooit zijn spelerskaart. In 1988 bereikte hij de 17de plaats. Hij had al 471 toernooien op de Tour gespeeld voordat zijn eerste overwinning kwam.
Na het Alfred Dunhill Links Kampioenschap van 2006, na het spelen van zijn 617de toernooi, kondigde Chapman aan dat hij geen toernooien meer zou spelen. Hij bedacht zich later, want sinds 2009 speelt hij op de Europese Senior Tour. In datzelfde weekend in Schotland neemt de 43-jarige Mark Roe afscheid van het Tour-leven om meer tijd met zijn dochters te kunnen doorbrengen.
Chapman speelde zestien keer mee in het Brits Open, waarbij zijn beste resultaat een 12de plaats in 1991 was. Aan de andere Major Championships deed hij nooit mee totdat hij in 2012 het US Senior PGA Kampioenschap en het US Senior Open speelde en beide won. In 2013 speelt hij voor het eerst mee in het US Open. 

### Gewonnen
- 1988: Zimbabwe Open (ST)
- 2000: Brazil Rio de Janeiro 500 Years Open, Hassan II Golf Trophy
- 2012: US Senior PGA Championship, US Senior Open

### Teams
- Alfred Dunhill Cup (namens Engeland): 2000